# Tiziano Mazzone
Tiziano Mazzone (Roma, 22 luglio 1995) è un pallavolista italiano, schiacciatore dell'Alessano.

## Carriera

### Club
Inizia a giocare a pallavolo nella sua città natale, Roma, allenandosi nelle giovanili dell'Ursa Major Roma. Nel 2011 entra nell'orbita della Trentino, scalando negli anni tutte le formazioni giovanili con cui vince diversi tornei a livello nazionale ed internazionale, tra i quali uno scudetto Under-19 e una Junior League (Under-19).
Dal 2013 viene aggregato alla prima squadra durante alcuni allenamenti ed alcune trasferte. Viene convocato da Roberto Serniotti per prendere parte alla Coppa del Mondo per club 2014, dove esordisce in prima squadra l'8 maggio 2014 nella sfida contro i tunisini dell'Espérance de Tunis. Nell'estate del 2014 viene promosso definitivamente in prima squadra, con cui vince lo scudetto 2014-15. 
Nella stagione 2017-18 viene ingaggiato dal Porto Robur Costa di Ravenna, in Superlega, con cui vince la Challenge Cup 2017-18; nei primi mesi dell'esperienza ravennate subisce tuttavia un infortunio alla caviglia destra che lo tiene lontano dai campi di gioco per oltre un anno; rientra quindi a Trento per proseguire la riabilitazione con lo staff della Trentino Volley durante l'estate e inizia la stagione 2018-2019 con la società trentina senza però vestire la maglia biancorossa.
A gennaio 2019 si accorda con la formazione di Serie A2 del Cuneo, per cui parte con la formula di prestito e con la quale disputa la seconda parte della stagione 2018-19.
Nella stagione 2019-20 si accasa alla Rinascita Lagonegro, mentre in quella 2021-22 passa all'Emma Villas: tuttavia, poco dopo l'inizio del campionato, viene ceduto all'Atlantide Brescia, sempre in serie cadetta. Nella stagione successiva milita per la prima volta nel campionato di Serie A3, ingaggiato dall'Alessano.

### Nazionale
Durante la permanenza a Trento viene convocato nelle formazioni giovanili italiane: nel 2011 nell'Under-19, nel 2013 nell'Under-20, nel 2015 nell'Under-21 e, sempre nel 2015, nell'Under-23 con la quale vince la medaglia di bronzo al campionato mondiale di categoria.
Nel 2015 ottiene anche le prime convocazioni in nazionale maggiore, partecipando ai Giochi europei di Baku.

## Palmarès

### Club
- Campionato italiano: 1

2014-15
- Challenge Cup: 1

2017-18

### Nazionale (competizioni minori)
- Campionato mondiale Under-23 2015